# اچ‌دی ۱۵۴۸۵۷
اچ‌دی ۱۵۴۸۵۷ یک ستاره است که در صورت فلکی آتشدان قرار دارد.